# ФК „Домлян“
- Стадион с. Домлян – изглед към централна трибуна.
- Стадион с. Домлян, изглед от горе.

Футболен клуб „Домлян“ е от с. Домлян, община Карлово, област Пловдив.
Съществувал е допреди 30 – 35 години, когато е закрит. Футболният отбор е бил редовен участник в редица първенства на регион Пловдив.
През 2019 година отборът е възстановен от д-р Иво Ватев и сподвижници, сред които са: Лазар Казаков, кметът на селото Мано Манов и други местни жители. Отборът се подготвя за участие в първенството на Б областна футболна група – Пловдив – Север от сезон 2019/2020 година.
Домакинските си срещи ФК „Домлян“ играе на стадиона в едноименното село, който е с олимпийски размери и е подходящ за редица спортни събития.
Стадионът е разположен в началото на селото до реката и в близост на кметството на село Домлян.